# Fritz Werner Bach
Fritz Werner Bach (* 16. Februar 1887 in Dresden; † 10. Dezember 1948) war ein deutscher Mediziner. Er war Direktor des Staatlichen Hygienischen Instituts Beuthen in Oberschlesien und zuletzt Direktor des Staatlichen Instituts für Hygiene und Infektionskrankheiten Saarbrücken.

## Leben
Er war der Sohn des Dresdner Großkaufmanns Alfred Bach und dessen Ehefrau Doris Elisabeth geborene Jordan. Seine Vorfahren waren Kaufleute und Geistliche. Nach dem Besuch des Gymnasiums in Dresden studierte Fritz Bach an den Universitäten Leipzig, Freiburg im Breisgau, Greifswald und München. Die Staatsprüfung II legte Bach in München ab. 1912 promovierte er zum Dr. med. und erhielt 1914 eine Stelle am Hygieneinstitut Bonn, wo er bis 1927 tätig war. 1920 habilitierte er sich zum Privatdozenten für Hygiene und Bakterien an der Universität Bonn, wo er 1924 zum außerordentlichen Professor ernannt wurde.
1927 wurde er Direktor einer privaten medizinischen Anstalt in Stade (Hann.), wo seine Ernennung zum Medizinalrat erfolgte. 1933 wechselte er von dort als Professor und Direktor des Staatlichen Hygieneinstituts nach Beuthen in Oberschlesien. 1938 wechselte er in das Saarland und wurde Direktor des Staatlichen Instituts für Hygiene und Infektionskrankheiten Saarbrücken ernannt. Wenige Jahre später verstarb er 1948 an den Folgen eines Verkehrsunfalls, den er während einer Dienstfahrt erlitten hatte.

## Werke (Auswahl)
- Untersuchungen über die Lebensmittelrationierung im Kriege und ihre physiologisch-hygienische Bedeutung, auf Grund der Lebensmittelversorgung in Bonn während der Zeit vom 1. Juli 1916 bis 28. Dezember 1918, München o. J. [1921].
- Leitfaden zur Untersuchung auf die parasitischen Protozoen des menschlichen Darm-Kanales, Jena 1929.
- (Mitverfasser): Über eine durch Affen verursachte Ruhrepidemie, Berlin 1931.
- (mit Johannes Zschucke): Die mikroskopische Diagnostik der wichtigsten Tropenkrankheiten, Leverkuse a. Rh. 1931.

## Familie
Fritz Bach war seit dem 26. März 1915 mit Susanne Elisabeth Martha geborene Grimm, Tochter des Geheimen Oberbaurates Hans Wilhelm Oskar Grimm, verheiratet. Aus der gemeinsamen Ehe gingen die Kinder Walther (* 1916), Veronika (* 1919), Wolfgang (* 1921) und Bernhard Bach (* 1922) hervor.